# 제3해병원정군
제3해병기동군(第三海兵遠征軍, III Marine Expeditionary Force)은 미국 해병대의 해병 원정군으로, 1960년 체결된 일본과 미국 간의 상호 협력 및 안전 보장 조약에 따라 일본 오키나와에 현재 주일 미국 해병대로서 오키나와에 영구적으로 전방 배치된 부대이다.
사령부는 오키나와현 우루마시의 캠프 커트니에 있으며, 제3해병원정군 사령관은 태평양 해병대 기지대(MCBPac) 예하의 주일 미국 해병대 기지대(Marine Corps Base, Japan) 사령관이자, 오키나와 지역 조정관직을 겸한다.

## 역사

### 태평양 전쟁
태평양 전쟁 중인 1942년 10월 1일, 태평양 함대 소속의 제1해병상륙군단으로서 창설되었다. 남태평양 지역에서 활약하였으며, 미국 주도의 다국적 수륙양용부대로서, 제3해병사단, 제37보병사단과 뉴질랜드 제3사단 예하 여단을 이끌었다. 1943년 10월 8일, 군단장 찰리 D. 배럿 소장이 의문스럽게도 누벨칼레도니에 있는 개인 집무실의 발코니에서 떨어져 숨졌다. 1943년 11월 1일, 부겐빌 전역에에 참전하였다. 보게인빌레 전역은 1945년 7월 21일 끝났다. 1944년 4월 15일, 제3상륙군단으로 개명되었다. 마리아나·팔라우 제도 전역과 오키나와 전투에 참전한 뒤, 일본의 항복에 따라 중국 북부를 점령하고 1946년 6월 10일 해체되었다.

### 베트남 전쟁
1965년 5월 7일, 베트남 전쟁에 따라 다시 활동을 시작하였다. 제1해병사단, 제3해병사단, 제1해병항공단으로 구성되었다. 1966년부터 1970년 동안 북부 남베트남 제1군단 전술 지역에서 활약하였는데, 그 사이에 제3해병원정군으로 개명되었다.

### 주일 해병대
1988년 2월 1일 오키나와로 재배치되었다. 1990년 사막 방패 작전에 약 8,000여명이 참전하였다.
2012년 3월 말, 도태시킬 예정인 CH-46E 시나이트를 미국 본토로 옮기는 비용을 절감하기 위해 대한민국 해병대에 증여하겠다고 제안하였다.

## 구조

### 지휘부
- 사령관 : 중장 케네스 G. 글라크 Jr.
- 부사령관 : 소장 클라이그 Q. 팀버레이크
- 참모장 : 대령 대니얼 하스
- 주임원사 : 스티븐 D. 모어필드

### 부대

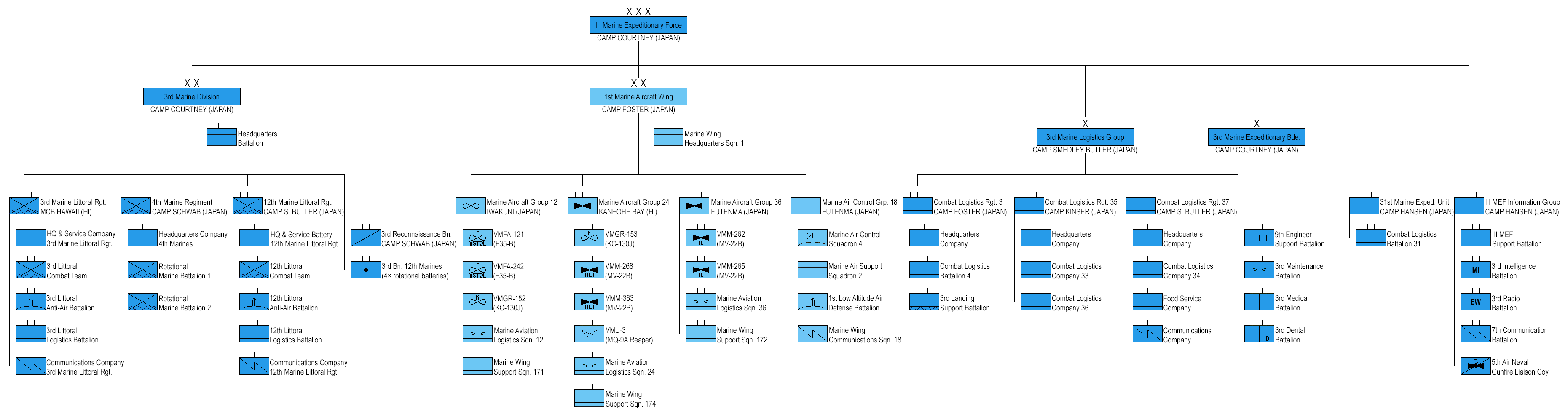
3(III) MEF 계층 구조

- 제3해병사단 - 지상전투부대
- 제1해병항공단 - 항공전투부대
- 제3해병군수단 - 군수전투부대
- 제3해병원정군 정보단 - 지휘부대
  -  제3정보대대
  -  제7통신대대
  -  제3무전대대
  - 지원대대
  -  제5항공해상사격연락중대
- 제3해병원정여단
- 제31해병원정대

## 그림

앰블럼
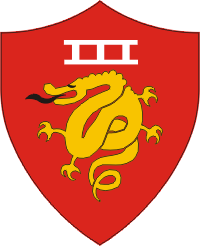
제3해병상륙군단의 인식표
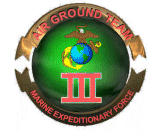
제3해병원정군의 옛 로고
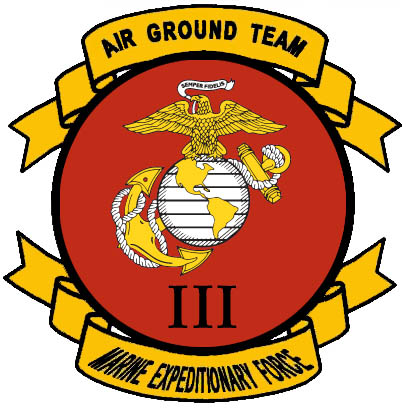
제3해병원정군의 옛 로고
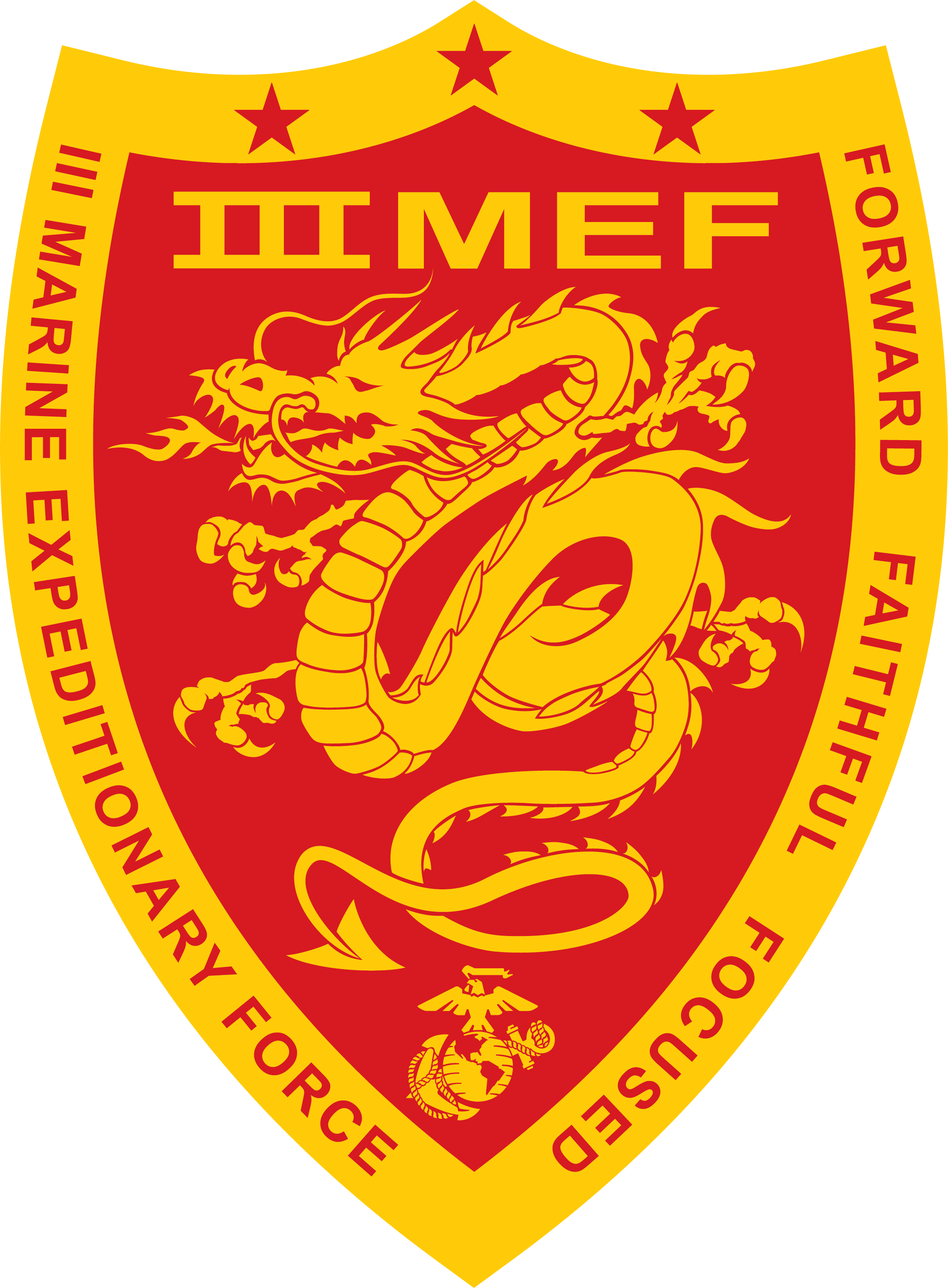
제3해병원정군의 앰블럼
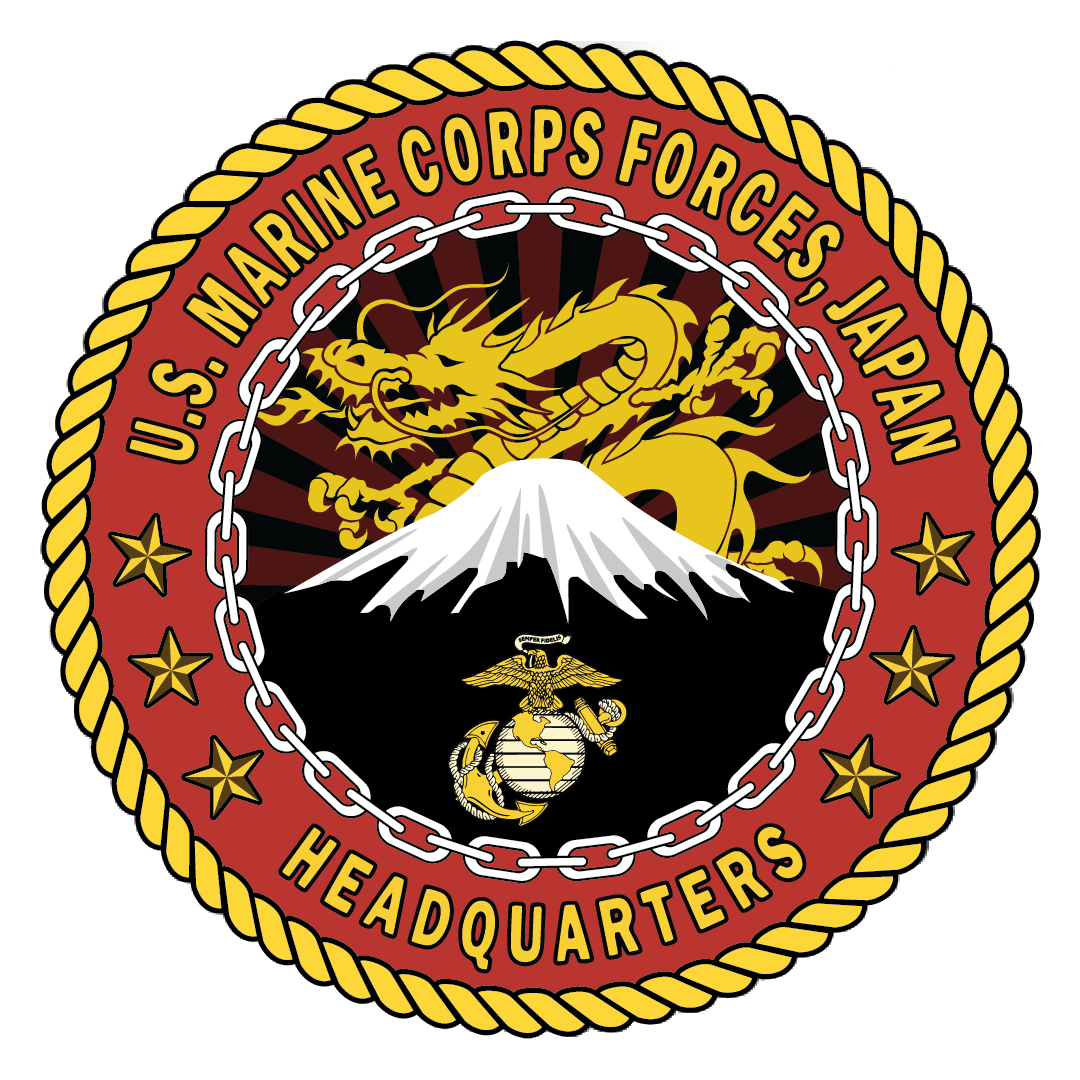
주일 미국 해병대의 앰블럼
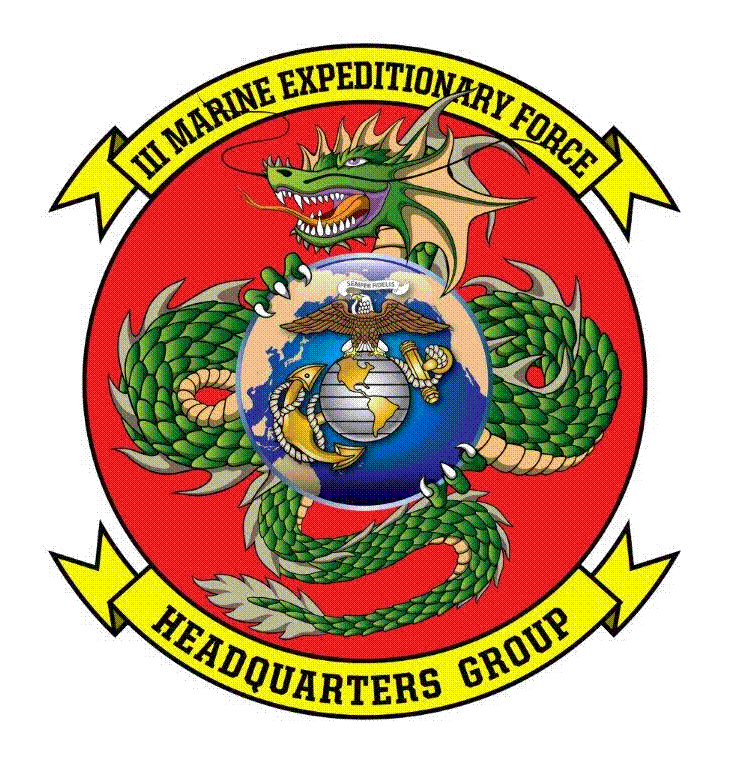
제3해병원정군 본부단의 앰블럼
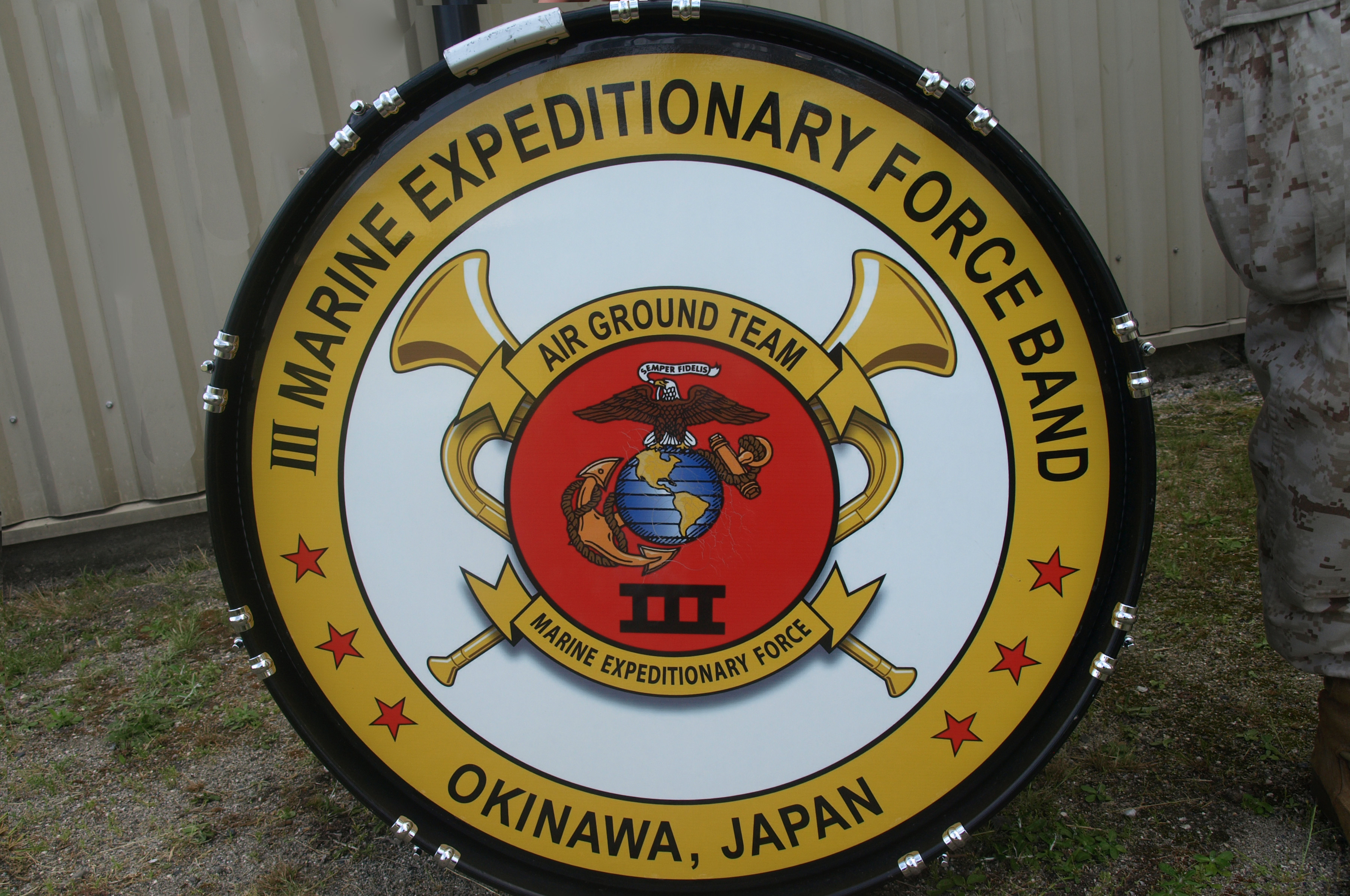
드럼 헤드에 그려진 제3해병원정군 군악대의 앰블럼

## 계보
- 1942년 10월 1일, I Marine Amphibious Corps (I MAC)→제1해병상륙군단
- 1944년 4월 15일, III Marine Amphibious Corps (III MAC)→제3해병상륙군단
- 1965년, III Marine Amphibious Force (III MAF)→제3해병상륙군
- 1988년 2월 5일, III Marine Expeditionary Force (III MEF)→제3해병원정군

제3해병원정군 정보단
- 1988년 10월 10일, 3d Surveillance Reconnaissance Intelligence Group (3d SRIG)→제3감시정찰첩보단
- 1999년 10월 1일, III Marine Expeditionary Force Headquarters Group (III HQG)→제3해병원정군 본부단
- 2017년 9월 8일, III MEF Information Group (III MIG)→제3해병원정군 정보단

## 같이 보기
- 미국의 군단 목록

## 참고
1. ↑  “미국 퇴역 헬기 20대, 한국 해병대에 주겠다는데 …”. 중앙일보. 2012년 3월 29일. 2012년 7월 21일에 확인함.